# Birth/Rebirth
Birth/Rebirth è un film del 2023 scritto e diretto da Laura Moss al suo esordio alla regia. 
La pellicola è liberamente ispirata al romanzo Frankenstein o il moderno Prometeo di Mary Shelley.

## Trama
La dottoressa Rose Casper è un'anatomopatologa che preferisce la compagnia delle salme dell'obitorio a quella dei vivi e tenta di rimanere incinta artificialmente. Celie Morales è il suo opposto: fa l'infermiera nel reparto di maternità e si prende amorevolmente cura sia della figlia che delle donne che vengono a partorire nel suo reparto. I loro due mondi si incontrano quando Lila, la figlia di cinque anni di Celie, muore improvvisamente a causa della meningite e si ritrovata sul tavolo autoptico di Rose, che la considera perfetta per il suo prossimo esperimento. Quando il corpo della piccola sparisce misteriosamente, Celie comincia a sospettare della dottoressa e, seguendola a casa, ritrova la figlia, intubata e incosciente ma inspiegabilmente viva.
Dopo essersi fatta spiegare da Rose la natura delle cure che Lila sta ricevendo, Celie comincia ad assisterla al capezzale della figlia. Mentre un giorno in ospedale Rose collassa a causa di un'infezione causata dai suoi stessi esperimenti sul proprio utero, che le viene asportato durante un'isterectomia d'urgenza, Lila si risveglia davanti alla madre. I rapidi progressi di Lila mettono in agitazione Rose, dato che ha scorte del siero che la tiene in vita solo per poche settimane e il farmaco è difficile da ricreare dato che viene ricavato da tessuti fetali degli embrioni che si impiantava nel proprio utero.
Le due riescono ad arginare temporaneamente il problema prelevando tessuti fetali da Emily, una paziente dell'ospedale compatibile con Lila, ma quando la donna decide di cambiare ospedale anche questa speranza sfuma. Celie intanto scopre che Rose aveva precedentemente condotto esperimenti simili sulla madre, morta di Parkinson. Lila comincia a dare segni di aggressività e uccide Muriel, la maialina che Rose era riuscita a rianimare alcuni mesi prima. Rose prova a compensare l'assenza di materiale perinatale con il proprio midollo, ma, giunta quasi alla diciannovesima settimana dalla sua rianimazione, la bambina continua a non fare progressi e la dottoressa, rassegnata, consiglia a Celie di trascorrere del tempo con lei prima della fine.
Lila muore nuovamente e Celie, dopo averla congelata, si reca a casa di Emily e la droga. Emily viene portata con urgenza in ospedale dove, assistita da Celie, dà alla luce il figlio tramite parto cesareo e muore. Avendo finalmente accesso alla placenta della donna, ideale per il siero, Rose e Celi rianimano Lila per la seconda volta.

## Produzione
Il progetto, nato dall'interesse di Laura Moss per il romanzo di Mary Shelley, è stato ufficializzato nel marzo 2020 e poi immediatamente sospeso a causa della pandemia di COVID-19. Le riprese si sono successivamente svolte a New York e in New Jersey tra l'agosto e il settembre 2022, quando Deadline ha dato l'annuncio del film.

## Promozione
Il primo trailer del film è stato diffuso il 13 luglio 2023.

## Distribuzione
Il film è stato presentato in anteprima mondiale il 20 gennaio 2023 al Sundance Film Festival. Successivamente è stato distribuito nelle sale statunitensi dal 18 agosto 2023 e sulla piattaforma Shudder dal 10 novembre dello stesso anno.

## Accoglienza
L'aggregatore di recensioni Rotten Tomatoes riporta il 96% di recensioni positive, con un punteggio medio di 7,5 su 10 basato sul parere di 92 critici. Metacritic riporta un punteggio di 78 su 100 basato su 17 recensioni.

## Riconoscimenti
- 2023 - Independent Spirit Awards[8]
  - Candidatura per la miglior sceneggiatura a Laura Moss e Brendan J. O'Brien
  - Candidatura per la miglior interpretazione protagonista a Judy Reyes
  - Candidatura per il Someone to Watch Award a Laura Moss